# Georg Palmaer
Georg Natanael Palmaer, född 22 augusti 1882 i Jönköping, död 14 januari 1965, var en svensk missionär, läkare och författare.

## Biografi
Georg Palmaer var son till handlanden Johan Johansson och Lovisa Gustafsson och växte upp i Jönköping.
Palmaer avlade studentexamen 1902, genomgick Missionsskolan 1904–1905, och tog läkarexamen i London 1910, examen i tropisk medicin 1911, laborationskurs i Léopoldville 1912. Han verkade för Svenska Missionsförbundet som missionsläkare i Kongo 1911–1930 inom svenska kongomissionen. Under Palmaer's tid byggdes sjukhuset vid Kibunzi missionsstation. Han hade framgång i kampen mot sömnsjukan. Kibunzi blev centrum för svensk missionssjukvård i Kongostaten, sedermera Kongo.
Var därefter missionssekreterare för yttre missionen 1930–1947. Palmaer inspekterade som sådan fältet i Kina 1933-1934 och i Kongo 1938 samt 1946. Han var ledamot av Missionsrådet i Kongo, Congo Protestant Council  i Kongo, satt i styrelsen för Missionsskolan 1930–1947 samt i Svenska Missionsrådet och Ekumeniska nämnden. Var med och tog initiativet till Stockholms Hemsysterskola genom Frikyrkliga Samarbetskommittén under år 1944. Palmaer gick i pension 1947. Han reste tillbaka till Kongo 1952–1955, 1957–1960 och 1962–1964.
Georg Palmaer var gift med Helena Elisabet (Lisa) Isacsson (1885–1949). I sitt gifte fick de följande söner:
- innovatören och företagaren Tore Palmaer (1916–2010). Gift med Birgit Englund (1921–2011).
- kamreren Bengt Palmaer (1919–1964). Gift med konstnären Britt-Ingrid Fredén-Häggqvist (1918–1995).
- missionären och läraren Sigvard Palmaer (1923–2014). Gift med missionären och sjuksköterskan Ingrid Fagerberg (1923–2006).